# Hemiscyllium henryi
Der Triton-Epaulettenhai (Hemiscyllium henryi) ist ein Hai aus der Familie der Bambushaie (Hemiscylliidae), welcher 2008 von Gerald R. Allen und Mark V. Erdmann im indonesischen West-Neuguinea zum ersten Mal anhand von zwei Typusexemplaren beschrieben wurde.

## Merkmale
Der Triton-Epaulettenhai hat ein einzigartiges Farbmuster mit einer Kombination aus kleinen verstreuten Flecken auf Kopf, Körper und Flossen. Darunter die 6–18 Flecken auf der Rückenfläche der Brustflossen sowie der 13–18 Flecken auf der interorbitalen/dorsalen Schnauzenregion. Außerdem hat der kleine, schmale Hai eine einzigartige „Doppel-Ocellus“-Markierung in der Mitte der Seite direkt hinter dem Kopf.
Ein Männchen kann eine Größe von 78,3 cm erreichen, ein Weibchen 81,5 cm.

## Verbreitung und Lebensraum
Man vermutet den Triton-Epaulettenhai im West-Pazifik, bekannt ist er jedoch nur aus West-Neuguinea. Dort kommt er in einem Tiefenbereich von 3–30 Metern in felsigen Aufschlüssen, Korallenriffen und Seegrasbetten vor.

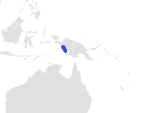

## Lebensweise
Über Hemiscyllium henryi ist nur sehr wenig bekannt. Sie ruhen oft auf dem Boden schwimmen gelegentlich langsam mit den Brust- und Beckenflossen über den Boden. Am Tag suchen sie Schutz und werden unter Felsvorsprüngen oder Tafelkorallen sesshaft.

## Verhältnis zum Menschen
Diese Haiart wird für den Menschen als harmlos eingestuft. Nach Schätzungen der International Union for Conservation of Nature (IUCN) gibt es noch 46000 Individuen und wird von ihr als gefährdet (Vulnerable) eingestuft.